# ТЕ1
ТЕ1 (Тепловоз з Електричною передачею,1-ша модель) — радянський шестивісний (тип 30 — 30) вантажопасажирський тепловоз потужністю 1000 к. с., будувався з 1947 до 1950 на Харківському заводі транспортного машинобудування за участі Харківського електротягового заводу (ХЕТЗ) і московського «Динамо». Створений за вказівкою Сталіна, копія американського тепловозу Да, який поставлявся за ленд-лізом. Перший в СРСР тепловоз, створений після війни.

## Виробництво
У 1946 році на Харківському заводі транспортного машинобудування (ХЗТМ) почалося будівництво нових тепловозів. Найскладнішим вузлом конструкції виявився дизельний двигун Д50, виробництво якого очолював Ф. М. Маляров — заступника головного технолога заводу з двигунів. Основна проблема у виготовленні полягала у відпрацюванні технології виготовлення окремих вузлів, особливо сталевого кованого колінчастого валу, який кувався із злитків масою 12 тонн. Також складними у виготовленні виявилися впускний і випускний клапани, через що довелося розробляти технологічний процес їхнього виробництва на горизонтально-кувальній машині методом штампування, а також регулятор частоти обертання, конструкція якого була незнайома радянським фахівцям. Крім освоєння виготовлення складних деталей (рама, блок, корпуси насосів) з чавунного литва, на заводі було освоєно і кокільне литво з алюмінієвого сплаву ПС-1210, з якого виготовлялися поршні. В грудні 1946 був виготовлений перший зразок двигуна Д50.

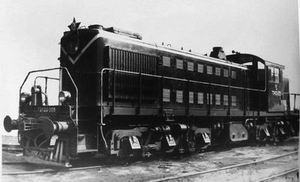
ТЕ1-20-001

В березні 1947 року завод випустив перший радянський повоєнний тепловоз, який отримав початкове позначення серії ТЕ1−20 — Т епловоз з Електричною передачею, 1-ша модель, з навантаженням від колісних пар на рейки 20 тонно-сил. Повне позначення першого тепловоза ТЕ1-20-001. Надалі позначення серії скоротилося до ТЕ1. Того ж року завод випустив партію тепловозів даної серії для експлуатаційних випробувань. Тягові генератори будувалися на ХЕТЗ, а тягові електродвигуни та електроапаратура — на заводі «Динамо». ХЗТМ будував екіпажну частину і кузови, здійснював основне збирання. З 1949 «Динамо» припинив поставки електрообладнання для локомотивів, тому все електрообладнання для ТЕ1 почав випускати ХЕТЗ. Таким чином, всі основні виробничі потужності для випуску ТЕ1 були зосереджені в одному місті — (Харкові). Тепловози ТЕ1 випускалися серійно до 1950 року, після чого завод перейшов на випуск більш потужних тепловозів серії ТЕ2. Всього ж, включаючи тепловози ТЕ5, було побудовано 300 локомотивів. Нижче в таблиці наведено дані про випуск ТЕ1 за роками (ТЕ5 в таблицю не включені).
| Рік  | Кількість | Номери           |
| ---- | --------- | ---------------- |
| 1947 | 25        | 001—025          |
| 1948 | 66        | 026—030, 033—093 |
| 1949 | 127       | 094—220          |
| 1950 | 80        | 221—300          |

## Випробування
Тепловоз ТЕ1-20-001 спочатку відправили на Московський залізничний вузол, де він пройшов обкатки і випробування. Туди ж була спрямована і перша партія тепловозів. Пізніше для випробувань в умовах потягової роботи в 1948—1949 кілька тепловозів надійшли на Московсько — Курську залізницю в локомотивне депо Москва-Курська. Водночас на експериментальному кільці ВНДІЗТа були проведені детальні випробування для отримання технічних, тягових та інших специфічних даних тепловозів ТЕ1. За їхніми результатами з'ясувалося, що при потужності дизельного двигуна 1000 к. с. безпосередньо на ободі коліс реалізується потужність близько 770 к. с., а 23 % від загальної потужності двигуна витрачалися на привід допоміжних машин (компресор, вентилятори ТЕД та холодильника), а також на покриття втрат в електропередачі. Також з'ясувалося, що потужність дизельного двигуна ефективно використовувалася лише при швидкостях від 10 до 40 км/год, а в зоні більш високих швидкостей відбувалося падіння вихідної потужності через обмеження максимального ослаблення магнітного поля ТЕД в зоні малих струмів. Таким чином, тепловоз ТЕ1 успадкував основний недолік свого прототипу  — малий діапазон швидкостей, при якому використовується повна потужність дизеля. Питома витрата палива в зоні від 10 до 35 км/год становила 240 г/к. с. · год, що відповідало ККД тепловоза в цілому 28 %. При подальшому збільшенні швидкості питома витрата палива зростала.
1947 один з перших тепловозів ТЕ1 був відправлений на станцію Любліно — Сортувальне для випробувань на сортувальній роботі на гірках і витяжних коліях. Метою випробувань було визначення ефективності заміни паровозів Эу які працювали в той час на маневрах, тепловозами. З'ясувалося, що ефективність гірок при обслуговуванні тепловозами підвищується на 20-40 %, при цьому витрати за паливом і локомотивними бригадам знижуються на 50-70 %. Пізніше, у зв'язку з появою на магістралях потужніших тепловозів ТЕ2, ТІІЗТ на станції Арись провів детальніші дослідження ТЕ1 в умовах нормальної експлуатації на гірковій роботі, за результатами яких було встановлено, що продуктивність гірок зросла на 50 % при скороченні витрат на паливо в грошовому вираженні в 4-5 разів. Загальні витрати на 1 годину роботи скоротилися на 35-40 %, порівняно з паровозами. При цьому інститут зазначив, що ефект від заміни на маневрах паровозів тепловозами може бути значно вищими, оскільки ТЕ1 не повністю відповідає вимогам, що пред'являються до маневрових локомотивів.

## Технічні характеристики дизельного двигуна
- Назва — Д50
- Виробник — ХЗТМ
- тип — простої дії з безкомпресорним розпиленням палива і турбонаддувом
- потужність к.с. — 1000
- оберти потужності — 740 об/хв
- конфігурація -рядний
- циліндрів — 6
- діаметр циліндра — 318 мм
- хід поршня — 330 мм
- охолодження — водне
- кількість тактів — 4
- об'єм — 157,2 л
- ступінь стискання -11,8—12,5
- матеріал блоку циліндрів — чавун СЧ 21-40
- матеріал голівки блоку циліндрів — Алюмінієвий сплав
- порядок роботи циліндрів — 1-3-5-6-4-2